# 袁桷

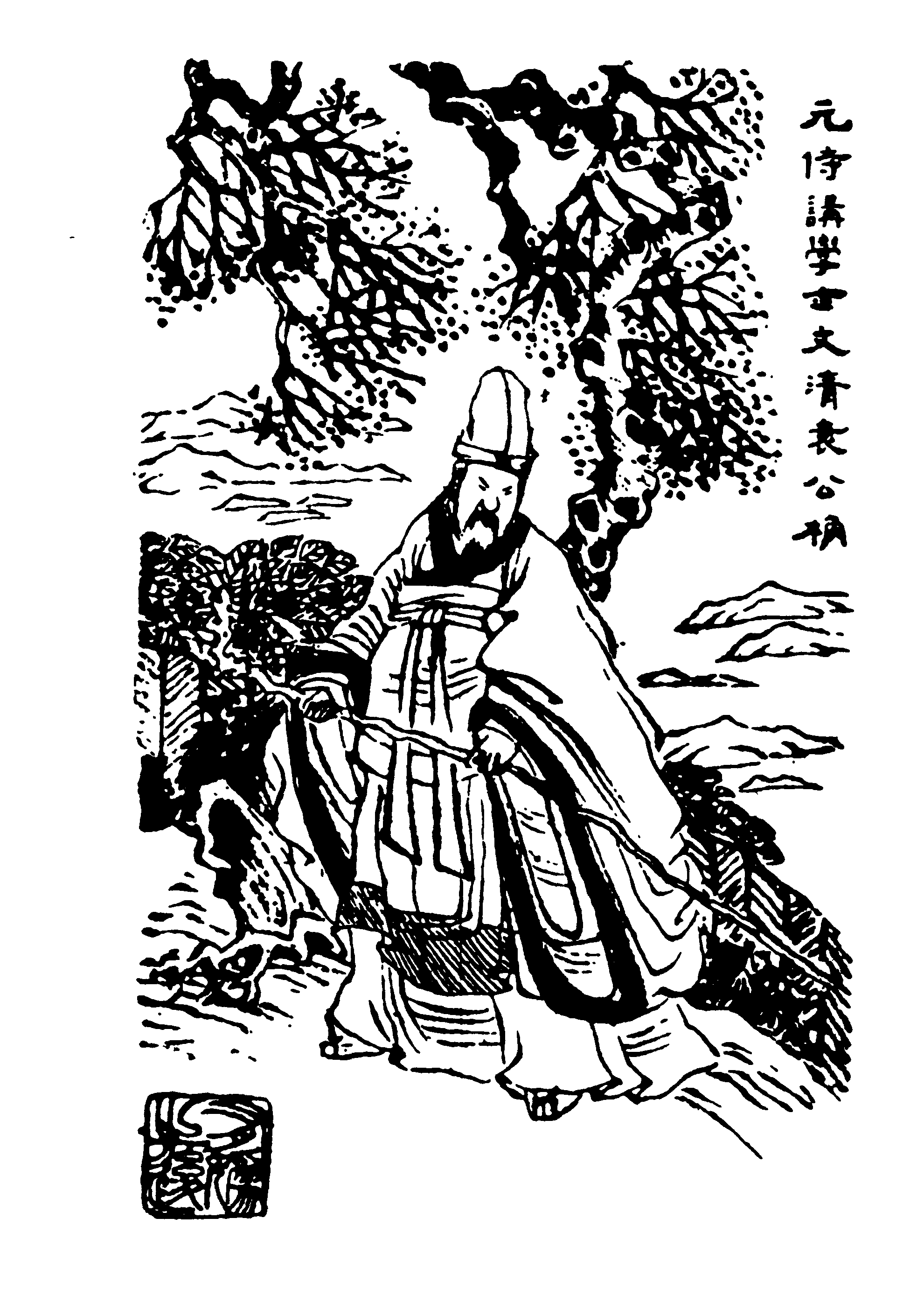
元侍講學士文清袁公桷（清代畫家虞琴所繪，出自《四明人鑑》）

袁桷（1266年—1327年），字伯长，号清容居士，晚号见一居士。庆元鄞县（今属浙江宁波海曙区）人，元朝史学家、文学家、藏書家、书法家，浙东史学派的代表人物之一。

## 生平
袁桷曾任南宋丽泽书院的山长。元朝大德年间（1297年-），历任翰林国史院检阅官、翰林直学士、知制诰、同修国史。后来又拜为侍讲学士。袁桷奉旨修元成宗、元武宗、元仁宗三朝大典，获元英宗赏识。袁桷并参与宋、辽、金史的撰写。“朝廷制册，勋臣碑铭，多出其手”。泰定时（1324年），辞官还乡。赠中书省参知政事，逝世后被追封为陈留郡公，谥文清。

## 书法

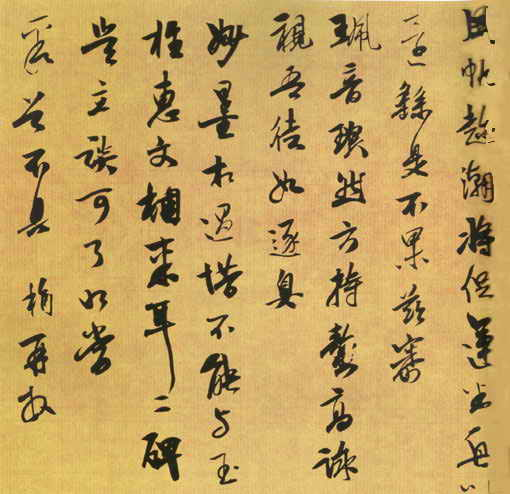
袁桷《雅潭帖》

袁桷师法晋、唐书法，得法自柳公权，米芾。
其存世作品均为重要书法文物，有：
- 《同日分涂帖》
- 《旧岁北归帖》
- 《雅潭帖》

## 著作
袁桷一生著作宏富，除其参与修订编撰的史书外，还有大量著述。
- 《易说》
- 《春秋说》
- 《五朝实录》
- 《延祐四明志》
- 《仁宗实录》
- 《读书记》
- 《清容居士集》

## 延伸閱讀
[在维基数据编辑]
 《四明人鑑·元侍講學士文清袁公桷》，出自《四明人鑑》
 《元史/卷172》，出自宋濂《元史》
 《新元史/卷189》，出自柯劭忞《新元史》
 在维基共享资源阅览影像